# Алфред фон Щолберг-Щолберг
Алфред фон Щолберг-Щолберг (на немски: Alfred Fürst und Graf zu Stolberg-Stolberg; Alfred 1.Fürst zu Stolberg-Stolberg; * 23 ноември 1820, Щолберг, Харц; † 24 януари 1903, Ротлебероде, днес част от Сюдхарц) е граф на Щолберг и от 1893 г. първият княз и граф на Щолберг-Щолберг.

## Биография
Той е единственият син на граф Йозеф Кристиан Ернст Лудвиг фон Щолберг-Щолберг (1771 – 1839) и съпругата му (племенницата му) графиня Луиза фон Щолберг-Щолберг (1799 – 1875), дъщеря на чичо му наследствен граф Фридрих Карл Август Александер фон Щолберг-Щолберг (1769 – 1805) и първата му съпруга графиня Мариана Дидерика фон дер Марк (1780 – 1814), незаконна дъщеря на пруския крал Фридрих Вилхелм II (1780 – 1814). Внук е на Карл Лудвиг фон Щолберг-Щолберг (1742 – 1815) и графиня Йохана Александрина Шарлота Фридерика фон Флеминг (1748 – 1818). Той има четири сестри.
Алфред фон Щолберг-Щолберг получава на 22 март 1893 г. от кайзер Вилхелм II титлата „княз и граф на Щолберг“.
Той умира на 82 години на 24 януари 1903 г. в Ротлебероде, днес част от Сюдхарц.

## Фамилия
Алфред фон Щолберг-Щолберг се жени в Аролзен на 15 юни 1848 г. за принцеса Августа Амалия Ида фон Валдек-Пирмонт (* 21 юли 1824, Аролзен; † 4 септември 1893, Нордернай), дъщеря на княз Георг Фридрих Хайнрих фон Валдек-Пирмонт (1789 – 1845) и принцеса Емма фон Анхалт-Бернбург-Шаумбург-Хойм (1802 – 1858). Те имат седем деца:
- Волфганг Георг фон Щолберг-Щолберг (* 15 април 1849, Щолберг; † 27 януари 1903, Ротлебероде), 2. княз на Щолберг-Щолберг, женен на 19 май 1897 г. в Меерхолц, Гелнхаузен, за графиня Ирмгард Текла фон Изенбург-Бюдинген-Меерхолц (* 11 юли 1868, Меерхолц; † 4 юли 1918, Нордхаузен), дъщеря на граф Карл Фридрих фон Изенбург-Бюдинген-Меерхолц (1819 – 1900) и принцеса Агнес фон Изенбург-Бюдинген-Бюдинген (1843 – 1912)[5]
- Еберхард Беренгар фон Щолберг-Щолберг (* 5 юни 1851, Щолберг; † 20 август 1851, Щолберг), граф
- Волрат Елингер фон Щолберг-Щолберг (* 9 ноември 1852, Манхайм; † 18 май 1906, Щолберг), принц, неженен
- Хайнрих Отомар фон Щолберг-Щолберг (* 6 март 1854, Щолберг; † 15 декември 1935, Щолберг), граф на Щолберг-Щолберг), неженен
- Ерика Юлиана фон Щолберг-Щолберг (* 15 юли 1856, Щолберг; † 20 март 1928, дворец Ротлебероде, погребана в Щолберг), омъжена на 12 септември 1878 г. в Щолберг за граф Франц Георг Албрехт IV Ернст Фридрих Лудвиг Кристиан фон Ербах-Ербах (* 22 август 1844, Ербах; † 19 април 1915, Обер-Мосау)[6]
- Албрехт Илгер фон Щолберг-Щолберг (* 16 януари 1861, Щолберг; † 29 юли 1903, дворец Еулбах до Ербах), принц, неженен
- Фолквин Удо фон Щолберг-Щолберг (* 15 септември 1865, Щолберг; † 25 май 1935, замък Ротлебероде), принц, неженен

Съпругата му Августа фон Валдек-Пирмонт е леля на Мария фон Валдек-Пирмонт (1857 – 1882), омъжена на 15 февруари 1877 г. за по-късния крал Вилхелм II фон Вюртемберг (1848 – 1921), и на Емма фон Валдек-Пирмонт (1858 – 1934), омъжена на 17 януари 1879 г. в Аролзен за крал Вихелм III от Нидерландия (1817 – 1890).